# Fidel Cano Correa
Fidel Cano Correa (Bogotá, 23 de noviembre de 1965) es un periodista colombiano. Desde mayo de 2004 es el director de El Espectador, el periódico más antiguo de Colombia.

## Biografía
Cano cursó sus estudios de primaria y bachillerato en el Gimnasio Moderno de la capital colombiana, se graduó como filósofo de la Universidad de los Andes de Bogotá, obtuvo un diplomado en relaciones internacionales de la Universidad de Nueva York y un Máster en Periodismo de la Universidad de Northwestern.
Trabajó en El Espectador entre 1987 y 1995, como redactor deportivo, editor de las secciones "Vida cotidiana" y "Economía", y corresponsal en los Estados Unidos. Luego sería agregado de prensa de la embajada de Colombia en Washington. Entre 1998 y 2000 fue editor político de El Tiempo.
Cano Correa, quien es bisnieto de Fidel Cano Gutiérrez —fundador de El Espectador— y sobrino de Guillermo Cano Isaza, volvió al diario de su familia en 2000 como editor general. En 2001 El Espectador se vio obligado a convertirse en semanario, circulando únicamente los fines de semana. No obstante, Cano Correa, tras asumir la dirección de la publicación en 2004, lideró una recuperación periodística y empresarial y logró que el periódico regresara a la circulación diaria en mayo de 2008.
En 2006, Cano Correa fue galardonado por el Premio Nacional de Periodismo Simón Bolívar como el "Periodista del Año" por la calidad periodística de El Espectador. Cinco años después, en 2011, también recibió el premio Simón Bolívar en mejor crónica y reportaje por su relato "Encuentro con Julián Assange" que comenzó la serie que reveló los wikileaks referentes a Colombia en El Espectador.
Cano Correa también tiene una cuenta activa en Twitter, en la cual publica avances de lo que saldrá en la edición impresa de El Espectador del día siguiente. Uno de sus tweets, en el que Cano se refería al rediseño que a comienzos de octubre de 2010 presentóEl Tiempo, fue "mal recibido" por las directivas de éste, según publicó Semana.